# Canal d'Almelo à De Haandrik
Le canal d'Almelo à De Haandrik (en néerlandais, Kanaal Almelo-De Haandrik) est un canal néerlandais situé en province d'Overijssel.

## Géographie
Le canal est une branche du canal d'Overijssel et il y est relié à Vroomshoop. Au hameau de De Haandrik, au sud de la ville de Coevorden, le canal se jette dans l'Overijsselse Vecht. À ce même carrefour arrive le canal de Coevorden à la Vecht, qui permet une navigation vers Coevorden.
Le canal connaît toujours une forte activité de navigation, contrairement au canal d'Overijssel qui n'est plus navigable entre Vroomshoop et Zwolle depuis 1964.

## Maîtrise du niveau d'eau
Afin de rendre possible cette navigation vers Coevorden, on a construit un double ensemble d'écluses à De Haandrik. Ainsi, la navigation peut facilement croiser l'Overijsselse Vecht sur le trajet Almelo - Coevorden. En même temps, ces écluses permettent de gérer le niveau de l'eau : 
- si le niveau d'eau de la Vecht est élevé, les écluses sont fermées pour éviter des inondations dans la région de Vroomshoop et Almelo ;
- si le niveau d'eau de la Vecht est faible, les écluses sont fermées pour éviter que le canal se vide dans la rivière.

## Histoire
Le canal a été creusé au milieu du XIXe siècle, et son premier objectif était d'alimenter en eau les différents canaux d'Overijssel. En même temps, le canal a profité au développement des zones de tourbière du nord d'Overijssel ; il a permis une liaison fluviale pour transporter la tourbe. Le canal a été ouvert à la navigation en 1856.

## Source
- (nl) Cet article est partiellement ou en totalité issu de l’article de Wikipédia en néerlandais intitulé « Kanaal Almelo-De Haandrik » (voir la liste des auteurs).